# Paul Luzemann
Paul Luzemann (* 13. Juli 1913 in Klostermansfeld; † unbekannt) war ein deutscher Former und Volkskammerabgeordneter für den Freien Deutschen Gewerkschaftsbund (FDGB).

## Leben
Luzemann stammte aus der preußischen Provinz Sachsen und war der Sohn eines Bergarbeiters. Nach dem Besuch der Volksschule nahm er 1928 eine dreijährige Lehre zum Former auf und arbeitete seit 1932 in diesem Beruf. Später wechselte er als Warmwalzer und Meister in das Walzwerk für Buntmetalle nach Hettstedt. Nach Ausbruch des Zweiten Weltkrieges wurde Luzemann zur deutschen Wehrmacht einberufen. Gegen Kriegsende geriet er in Gefangenschaft. Nach seiner Rückkehr arbeitete er ab 1950 als Brigadier und ab 1952 als Obermeister im  VEB Walzwerk Hettstedt.

## Politik
Luzemann trat in den neugegründeten FDGB ein. Außerdem wurde er 1947 Mitglied der SED und 1951 in die Betriebsparteileitung in Hettstedt gewählt. 1952 stieg er in die Bezirksleitung der SED in Halle (Saale) auf.
In den vier Wahlperioden von 1954 bis 1971 war er Mitglied der FDGB-Fraktion in der Volkskammer der DDR.

## Auszeichnungen
- Held der Arbeit
- sechsfacher Aktivist der sozialistischen Arbeit
- Verdienter Meister